# Lauberhorn (sommet)
Cet article concerne la montagne suisse. Pour les courses de ski alpin, consultez Lauberhorn.
Le Lauberhorn est une montagne de 2 472 mètres d'altitude dans les Alpes bernoises, située dans le canton de Berne. Surplombant la Kleine Scheidegg et lié au Tschuggen (de), le Lauberhorn a donné son nom aux courses de ski alpin, dont le départ de l’épreuve de descente se trouve sous le sommet.

## Toponymie
Son nom pourrait être dérivé d’une vieille forme du nom allemand Lawine, qui signifie avalanche[réf. souhaitée].

## Géographie
Le Lauberhorn est situé entre la vallée de Grindelwald à l'est et la vallée de Lauterbrunnen à l'ouest, près de Wengen. Il fait partie d'une crête qui commence au contrefort ouest de l'Eiger et s'étire de là vers le nord-ouest jusqu'au Lauberhorn en passant par la Kleine Scheidegg, puis vers le nord en passant par le Tschuggen (de) (2 521 mètres d'altitude) jusqu'au Männlichen (2 343 mètres d'altitude), où il tombe à pic dans la vallée de la Lütschine noire. Un contrefort sud-ouest du Lauberhorn, le Lauberhornschulter (2 317 mètres d'altitude), s'étire en direction du Wengernalp. Un petit lac artificiel situé en dessous du Lauberhornschulter sert à l'enneigement.
Comme pour d'autres montagnes de la nappe de l'Axen, qui se compose de « schistes marneux du Jurassique moyen » vieux de 180 millions d'années, le Lauberhorn descend abruptement en parois rocheuses à l'ouest (vers Wengen) et au nord, tandis que le flanc sud-est est moins abrupt.

## Tourisme
Le Lauberhorn est facilement accessible aux touristes depuis 1893 et que le chemin de fer de Wengernalp arrive à la Kleine Scheidegg. À l'époque, il était également prévu de construire un téléphérique jusqu'au Lauberhorn, mais celui-ci n'a jamais été réalisé. Les randonneurs peuvent atteindre le sommet en une heure environ à partir de la Petite Scheidegg.
En hiver, le Lauberhorn se transforme en domaine skiable : un télésiège mène de la Kleine Scheidegg (2 061 mètres d'altitude) au Lauberhorn. La station amont se trouve à 2 394 mètres d'altitude, peu en dessous du sommet. En 1938, un téléski a été construit depuis la Kleine Scheidegg. L'installation a été remplacée en 1971 par un nouveau téléski auquel des sièges à deux places ont été ajoutés en été. L'actuel télésiège à quatre places a été construit en 1991. Un autre télésiège mène de Wixi (1 844 m d'altitude) au Lauberhornschulter. Un téléski de 1 614 mètres de long, qui croise le chemin de fer de Wengernalp, a été construit en 1964, puis rénové en 1992 et 2012. Il possède un dénivelé de 495 mètres et peut transporter un maximum de 2 400 personnes par heure.
Plusieurs pistes mènent du Lauberhorn à la Kleine Scheidegg, à Wixi et à Wengernalp. La plus connue est celle où se déroule la course du Lauberhorn depuis 1930. Longue de quatre kilomètres et demi, elle est considérée comme la plus longue de la Coupe du monde de ski alpin.